# Donald Joseph Kettler

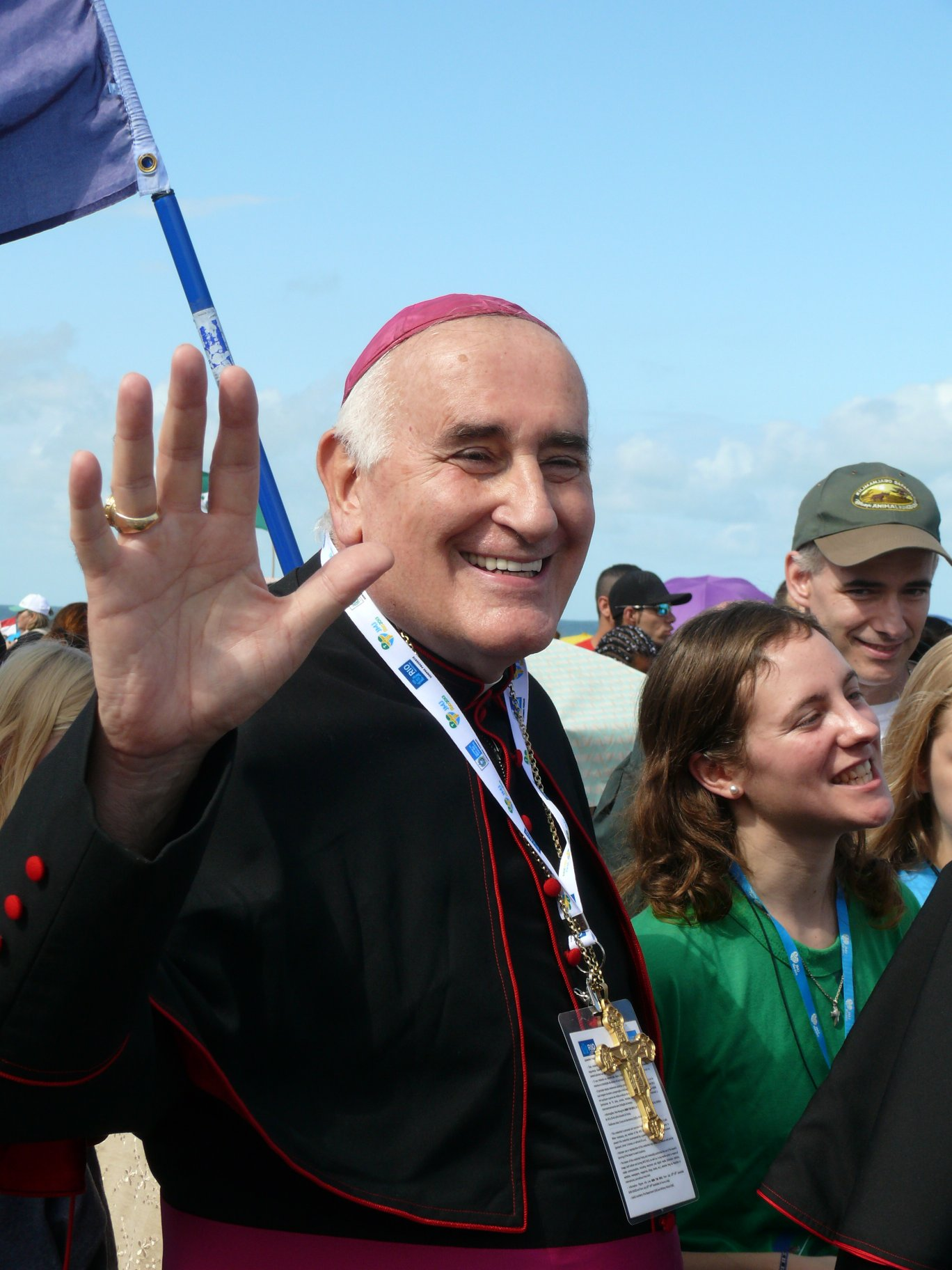
Donald Joseph Kettler

Donald Joseph Kettler (* 26. November 1944 in Minneapolis) ist ein US-amerikanischer Geistlicher und emeritierter römisch-katholischer Bischof von Saint Cloud.

## Leben
Donald Joseph Kettler empfing am 29. Mai 1970 die Priesterweihe für das Bistum Sioux Falls.
Papst Johannes Paul II. ernannte ihn am 7. Juni 2002 zum Bischof von Fairbanks. Der Erzbischof von Anchorage, Roger Lawrence Schwietz OMI, spendete ihm am 22. August desselben Jahres die Bischofsweihe; Mitkonsekratoren waren Michael William Warfel, Bischof von Juneau, und Robert James Carlson, Bischof von Sioux Falls
Am 20. September 2013 ernannte ihn Papst Franziskus zum Bischof von Saint Cloud. Die Amtseinführung erfolgte am 7. November desselben Jahres.
Am 15. Dezember 2022 nahm Papst Franziskus seinen altersbedingten Rücktritt an.
Zum 1. Mai 2025 wurde er vorläufig und bis zur Bestätigung durch den zu diesem Zeitpunkt noch nicht gewählten Papst Leo XIV. zum Verwalter des Bistums Sioux Falls mit den Rechten eines Apostolischen Administrators bestellt. Der Bischof von Sioux Falls, Donald Edward DeGrood, hatte die Ernennung nach anhaltenden gesundheitlichen Problemen erbeten, um sich einer längeren Migränebehandlung unterziehen zu können. Die Beauftragung endete am 13. August desselben Jahres.